# Ktezyfon

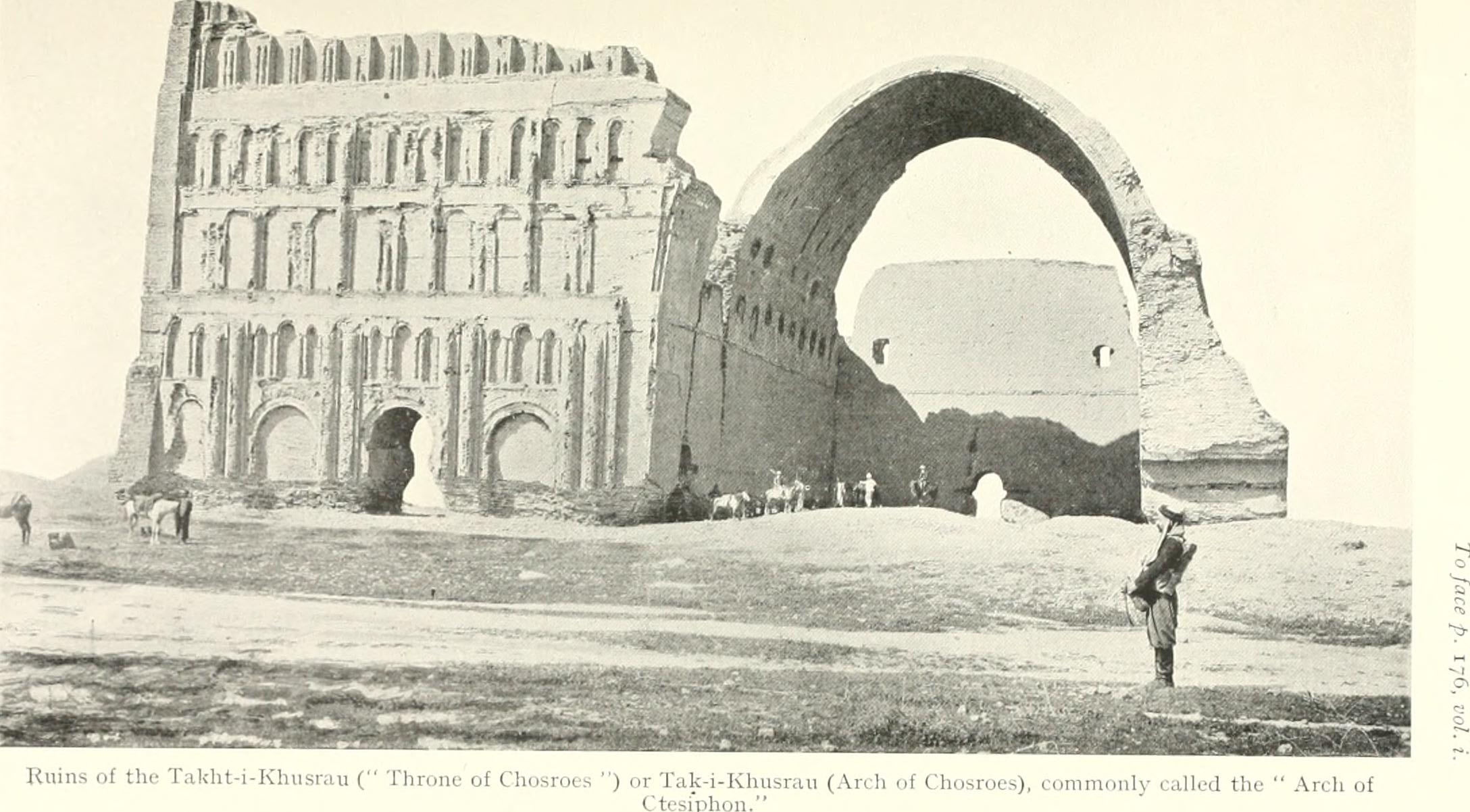
Ruiny zimowego pałacu królewskiego (1920)

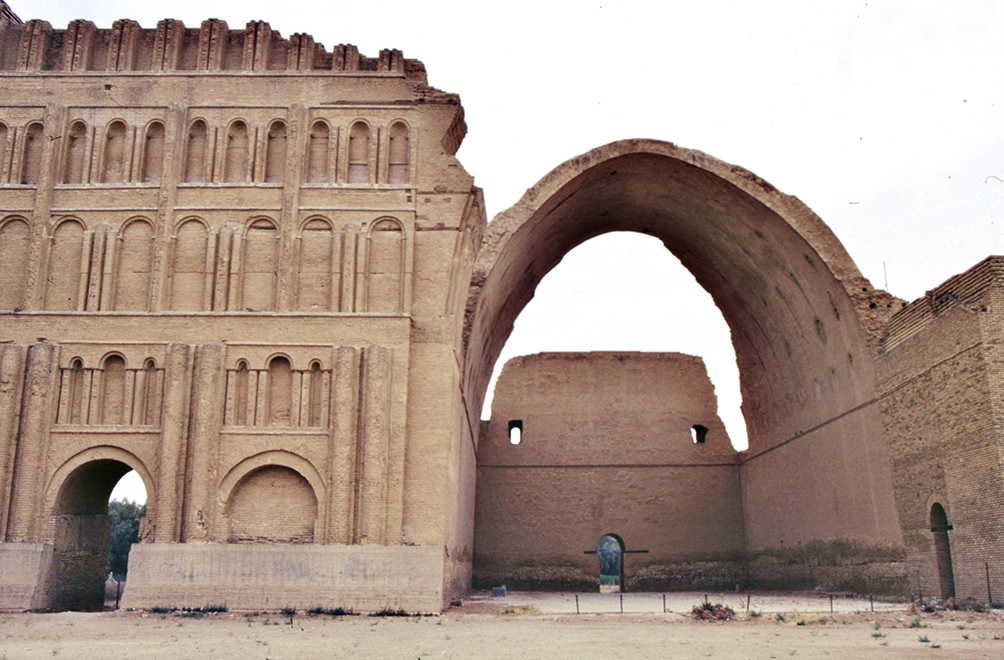
Ruiny zimowego pałacu królewskiego (2016)

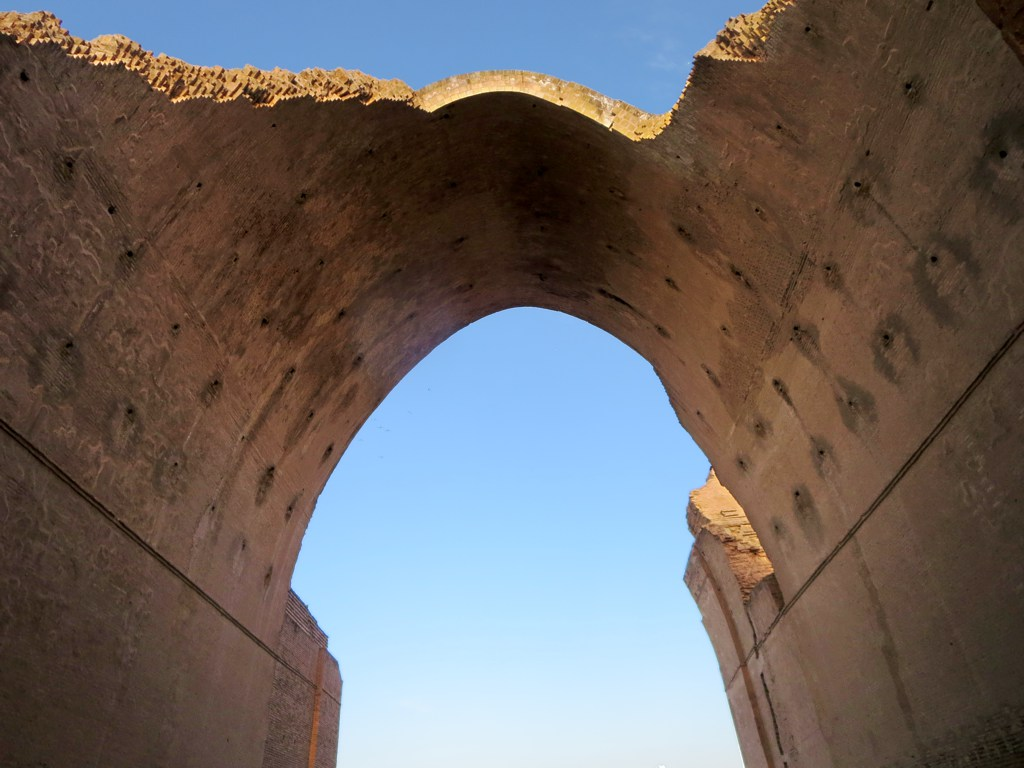
Ruiny zimowego pałacu królewskiego – sklepienie kolebkowe (2016)

Ktezyfon (Ktesifon, Ktezyfont, łac. Ctesiphon, per. تيسفون Tispun lub Tisfun; arab. المدائن Al-Madā'in) – starożytne miasto na północno-wschodnim brzegu Tygrysu, u ujścia Dijali, naprzeciwko Seleucji, około 30 km od Bagdadu. Był niegdyś zimową stolicą imperium partyjskiego i seleuckiego, opuszczone po przeniesieniu stolicy przez Arabów do Bagdadu w VIII wieku.
Z zabudowań Ktezyfonu, do XXI w. zachowały się jedynie ruiny ejwanu z ogromnym sklepieniem kolebkowym – pozostałość sali audiencyjnej królów sasanidzkich zimowego pałacu królewskiego najprawdopodobniej z VI wieku – Tak Kisra.
Pochodzenie nazwy nie jest znane. W źródłach greckich nazwa miasta to „Ktēsiphôn” (Κτησιφῶν), łacińskich „Ctesiphon” lub „Ctesifon”, aramejskich „(ʾ)qṭyspwn”, sasanidzkich „tyspwn” lub „tysfwn” i arabskich „Ṭaysafūn” (طيسفون).

## Okres partyjski
Pod koniec IV w. p.n.e. Seleukos I Nikator założył na wschodnim brzegu Tygrysu Seleucję, która szybko stała się wielkim ośrodkiem miejskim i – na jakiś czas – stolicą jego imperium. Naprzeciwko Seleucji, na drugim brzegu Tygrysu, leżało miasto Opis, które wkrótce stało się jej przedmieściem. Opis leżało na słynnej perskiej Drodze Królewskiej; żyły w nim obok siebie dwie społeczności: autochtoniczna i grecka.
Po opanowaniu Mezopotamii przez Partów w 129 roku p.n.e. królowie partyjscy na miejscu Opis założyli Ktezyfon, zwany przez nich Tyspon. Ktezyfon był zimową stolicą imperium partyjskiego i wkrótce stał się wielkim miastem (około 30 km² powierzchni). Po rebelii przeciwko królowi Wardanesowi, do której doszło w Seleucji w 43 roku, Ktezyfon jeszcze zyskał na znaczeniu. Inwestycje w mieście były najprawdopodobniej sfinansowane z łupów zdobytych w kampanii przeciwko Rzymowi, która miała miejsce dwa lata wcześniej.
Według rzymskiego historyka Ammianusa Marcellinusa Ktezyfon został otoczony murami w połowie I wieku, za panowania króla Pakorusa II.
Ktezyfon wraz z Seleucją był kilkakrotnie oblegany i zdobywany przez wojska rzymskie podczas wojen partyjsko-rzymskich: w 116 przez cesarza Trajana, w 165 przez cesarza Lucjusza Werusa i w 198 przez cesarza Septymiusza Sewera. Największych zniszczeń Rzymianie dokonali w 165 – zrabowali wtedy ogromne ilości złota i srebra.

## Okres sasanidzki
Po zwycięskiej rebelii przeciw Partom, w 224, perski władca Ardaszir I z dynastii Sasanidów ustanowił w 226 Ktezyfon stolicą swojego imperium i osiedlił w mieście nowych mieszkańców, Seleucję natomiast przebudował i nazwał Veh-Ardaszir („dobre miasto Ardaszira”). Ktezyfon był strategicznym celem Rzymian w wojnach rzymsko-sasanidzkich – usiłowali go zdobyć w 238 (cesarz Gordian III) i w 363 (cesarz Julian Apostata), lecz udało się to tylko cesarzowi Karusowi w 283.
Po zdobyciu Antiochii Syryjskiej w 540 Chosroes I przesiedlił część jej mieszkańców w okolice Ktezyfonu i Seleucji, zakładając nowe miasto zwane Antiochią Chosroesa.
Po zdobyciu Jerozolimy przez Persów w 613 do Ktezyfonu wywieziono wiele z najważniejszych relikwii chrześcijańskich.
W 637 Ktezyfon został zdobyty i splądrowany przez Arabów, którzy przemianowali bliźniacze miasta na Al-Madain („miasta”). Ktezyfon został opuszczony po tym, jak kalifowie abbasydzcy przenieśli swoją stolicę do Bagdadu w 762, po czym stopniowo popadł w ruinę. Jego budynki służyły jako źródło budulca dla Bagdadu.
Ktezyfon (wraz z Seleucją) był ośrodkiem Kościoła nestoriańskiego – do 800 roku był siedzibą nestoriańskiego Katolikosa-Patriarchy Wschodu.

## Architektura
Zabudowa Ktezyfonu bazowała na wypalanych cegłach błotnych, materiale nietrwałym, przez co do XXI wieku zachowały się jedynie ruiny ejwanu, z ogromnym sklepieniem kolebkowym (o szerokości 25,5 m, głębokości 43,5 m i wysokości 35 m) – jest to prawdopodobnie najszersze na świecie pojedyncze ceglane sklepienie lub jedno z największych tego typu sklepień na świecie. Stanowi pozostałość po sali audiencyjnej królów sasanidzkich zimowego pałacu królewskiego z około VI wieku – Tak Kisra (tron Chosroua). Inne ruiny uległy zniszczeniu podczas powodzi w 1909.
Sala audiencyjna ulokowana była w centralnej części pałacu – ogromnym ejwanie. Ejwan dekorowany był marmurem i szklaną mozaiką. Fragmenty mozaiki zostały znalezione podczas wyprawy w latach 30. XX w. i obecnie znajdują się w Metropolitan Museum of Art w Nowym Jorku. Za ejwanem znajdowały się trzy komnaty nakryte kopułami, za którymi rozciągał się dziedziniec i ogród.
Z opisu arabskiego po zdobyciu Ktezyfonu w 637 roku i innych przekazów arabskich wiadomo, że podłogę sali audiencyjnej pokrywał ogromny dywan o wymiarach 27 × 27 metrów, znany jako „wiosna Chosroua”, „ogród zimowy” lub „ogród wiosenny”. Wzorem dywanu był wiosenny ogród królewski z owocującymi drzewami, kwiatami w rozkwicie, strumykami i ścieżkami – tkanina miała być bogato haftowana i zdobiona kamieniami szlachetnymi. Po zajęciu Ktezyfonu przez Arabów, dywan został pocięty na kawałki, które zostały rozdane muzułmanom.

## Badania archeologiczne
Systematyczne badania topograficzne obszaru Seleucji-Ktezyfonu rozpoczął niemiecki archeolog i iranista Ernst Herzfeld (1879–1948), który prowadził je w latach 1903–1911. W 1927 amerykańska ekspedycja pod kierownictwem Leroya Watermana (1875–1972) zlokalizowała położenie Seleucji. Kolejne ekspedycje – niemiecka prowadzona w latach 1928–1929 przez Oscara Reuthera i amerykańsko-niemiecka w latach 1931–1932 pod kierownictwem Ernsta Kühnela (1882–1964) – przeprowadziły badania na obydwu brzegach Tygrysu. Od 1964 prace archeologiczne na zachodnim brzegu prowadziła ekspedycja włoska Antonia Invernizziego i Giorgia Gulliniego (1923–2004).